# دیوید ترابوزان

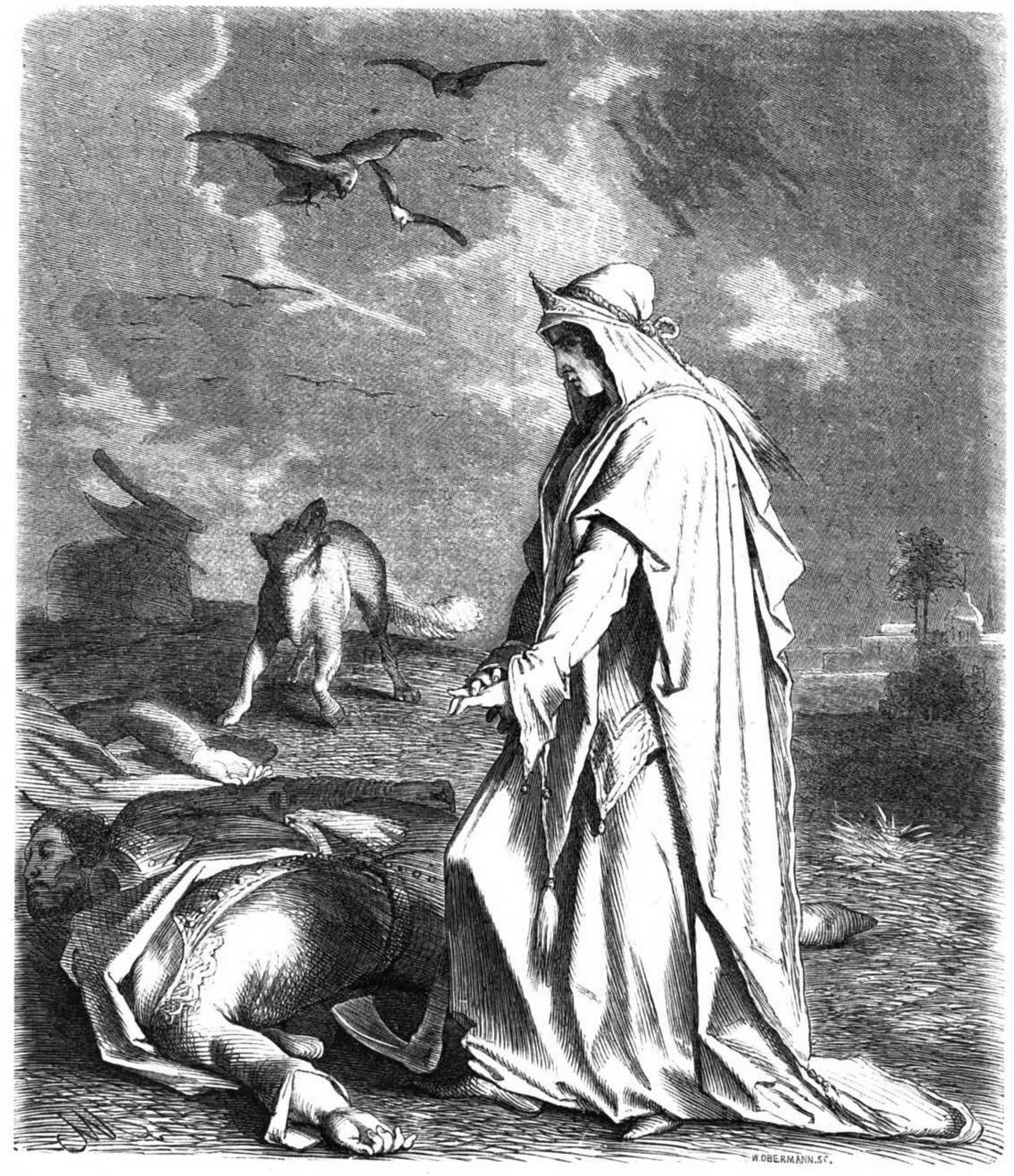
دیوید ترابوزان

دیوید مگاس کومنوس ( یونانی: Δαυίδ Μέγας Κομνηνός  ; ح. 1408 - ۱ نوامبر ۱۴۶۳) آخرین امپراتور ترابوزان از ۱۴۶۰ تا ۱۴۶۱ بود. او سومین پسر امپراتور الکسیوس چهارم ترابوزان و تئودورا کانتاکوزنه بود. پس از سقوط ترابوزان به دست امپراتوری عثمانی، او به همراه خانواده‌اش به قسطنطنیه پایتخت عثمانی اسیر شد و در آنجا به همراه پسران و برادرزاده‌اش در سال ۱۴۶۳ اعدام شدند.
در ژوئیه ۲۰۱۳، دیوید و پسران و برادرزاده‌اش توسط شورای مقدس پاتریارک قسطنطنیه مقدس شناخته شدند. روز جشن آنها ۱ نوامبر، سالروز درگذشت آنها تعیین شد.